# この美術部には問題がある!
『この美術部には問題がある！』（このびじゅつぶにはもんだいがある）は、いみぎむるによる日本の漫画作品。『電撃マオウ』（KADOKAWA アスキー・メディアワークス）にて2012年12月号より連載中。略称は「この美」。2021年8月時点でシリーズ累計発行部数は100万部を突破している。

## あらすじ
月杜中学校の美術部における、受賞したこともあるなど絵の才能には恵まれているが、その熱意を二次元嫁だけに注いでいる内巻くんや、そんな彼のことが内心気になって仕方のない宇佐美さん、二人を気にかけているようで寝てばかりいる部長など、あれやこれや問題のある部員達が引き起こすドタバタラブコメディ。

## 登場人物
身長はアニメ版設定資料集より。

### 主要人物
宇佐美 みずき（うさみ みずき）
声 - 小澤亜李
本作の主人公。月杜中学2年3組。身長154センチメートル。みずがめ座のA型。第1巻より登場。美術部の中で唯一の常識人であると共に美術部の中で唯一普通の絵を日常的に描き、美術部らしい活動を目指すべく奮闘しているが他の部員達の問題行動に振り回されている。美術に関する知識が豊富な描写もある。一方で腕っぷしが強く、怒った時は鉄拳制裁を下すこともある。その威力は部長の頭が血みどろになるほど。すばるの才能と絵に対する姿勢は認めていて、また初対面時より気になる存在として見ておりモデルを頼まれた際にはまんざらでもない様子で協力するが、毎度描かれる二次元嫁の絵そのものは変な絵だと思っており、直言するほど。基本的にすばるに対する恋心は周囲にダダ漏れ状態であるが、肝心のすばるがそれに一切気が付かないため彼との間に何かが起きてもいつも一人で真っ赤かつ挙動不審になっている。進路調査票での将来の夢の項目に「お嫁さん」と書いたことがある。
内巻 すばる（うちまき すばる）
声 - 小林裕介
月杜中学2年4組。誰にでも丁寧語を使う（姉のゆりねにはタメ口）。身長157センチメートル。しし座のAB型。第1巻より登場。一度見た人の顔を再び見ることなしにソックリの似顔絵が描ける程の絵の才能に恵まれているが、彼の目的は「最強の二次元嫁を描き出すこと」であり、三次元には全く興味を示さない。たとえ絵のモデルがあろうとも、そのモデルとはかけ離れた萌えキャラを描き出す。日々それぞれ名前や年齢、趣味などが細かく設定された「嫁」を量産しており、アニメや漫画のチェックも欠かさないため学校の成績は良くない。絵やアニメのこと以外では淡々とした性格であり、徹底して三次元に関心を示さないためか若干デリカシーの無い行動をとることがあり、みずきの気持ちにも一切気が付いていない。ただし、みずきがピンチに陥った際には進んで救いに向かったり、コレットの勘違いで自分が責められた際も真相発覚後には彼女を許したりと、基本的にはお人好しである。なお、絵画コンクールに出品する作品も「二次元嫁」であり（ただし、本人は「嫁を見せ物にする」ことにあまり乗り気ではない）、受賞するほど優れている。
コレット
声 - 上坂すみれ
月杜中学の1年生。本名コレットル・コレット。身長132センチメートル。第1巻より登場。学校ではオールバックにしているが、時折髪を下ろすこともある。天真爛漫で謎の行動が絶えないトラブルメーカーであり、美術部が何かしらのトラブルに巻き込まれるとき、その起点はたいてい彼女である。日本在住6 - 7年くらいの外国人で両親（父の声 - 上田燿司）は仕事の都合で日本にいないが、美術部の集まりに運転手付きのリムジンで現れる程の金持ち。身軽でありアクロバットな動きで行動することもある。内巻になついており、抱きついたり添い寝したりと行動は大胆であるが、恋愛感情を持っているような様子はない。年不相応に性的な知識が欠けている。進路調査票に書いた将来の夢は「ヒーロー」（そのため、「正義の味方」を自称するまりあに憧れて弟子入りを志願したことがある）。
部長（ぶちょう）
声 - 利根健太朗
月杜中学の3年生。身長173センチメートル。第1巻より登場。幼馴染のののかからは「ようちゃん」と呼ばれるが、本名は不詳。これといって部長らしいことは一切せずに、常に部室のソファで惰眠を貪っている。非常時でも部員に指示を出すだけで自分は一切動かない。だらけているという自覚は充分に持っており、絵を描くことよりもいかに快眠を得るかということに興味を持ち、フランス製の快眠枕を部費で買ったことがある。みずきの恋心には当初から気が付いており、機会を見つけてはからかっている。顧問の夢子に好意を持っているがどちらかというと性的対象としてであり、彼女の水着姿を凝視する、ヌード姿を描こうとするなど、しばしばセクハラまがいの行動をとっている。水彩絵の具と油性絵の具を間違えるなど、少々抜けている部分もあるが、実は成績優秀。
伊万莉 まりあ（いまり まりあ）
声 - 東山奈央
月杜中学2年4組。身長155センチメートル。第4巻より登場。すばるのクラスに転校してきた美少女であるが、アニメや漫画が大好きで重度の中二病を患っている。席が隣になったすばると趣味が重なる（中二病特有の用語やアニメや漫画ネタが通じる）ため転校初日より意気投合し、その仲の良さからみずきを嫉妬させる。体育で背面飛びを成功させたり、木に引っ掛かった風船をジャンプして掴めるなど運動神経が良い。月杜中学には心に響く部活が存在していなかったため「暗黒魔導書探求の宴（届け出上は漫画研究会）」を立ち上げるものの、部員はまりあ一人。よく美術部に顔を出しており美術部員からは「準部員」と認識されているが、絵はかなり下手。
立花 夢子（たちばな ゆめこ）
声 - 水樹奈々
月杜中学の女性教師で美術部の顧問。身長155センチメートル。第2巻より登場。メガネをかけている。やや小柄だが豊満なボディを持ち、教師としての情熱にあふれているが、絵に描いたような天然であり、ずれた行動をとることが多い。美術部の面々からは「夢子せんせい」と呼ばれており、問題のある生徒たちに度々振り回されているが、時には自分も（意図せず）振り回しもする。小心者であり、怖いものを見ると（多くの場合、自分の勘違いである）倒れてしまうこともある。

### 美術部を取り巻く人々
ののか
月杜中学の3年生。第6巻より登場。部長の幼馴染で部長を「ようちゃん」と呼ぶ。胸に自信が無い。おっとりしているが正義感が強い性格。アニメ版では台詞はないが11話で登場している。
綾瀬 かおり（あやせ かおり）
声 - 徳井青空
月杜中学2年3組。第3巻より登場。みずきとは幼少期からの友人。金髪に赤いリボンをつけている。みずきのことをからかう際には率先して行動するが、事件を楽しむ節があることから、さやかや涼子にたしなめられることがある。絵はかなり下手。
本多 さやか（ほんだ さやか）
声 - しもがまちあき
月杜中学2年3組。第3巻より登場のみずきの友人の一人。キノコヘア。新聞部員であり、すばるとみずきの関係をネタに校内新聞を書いたことがある。本人いわく、「事実しか書くつもりはない」。
国川 涼子（くにがわ りょうこ）
声 - 丸塚香奈
月杜中学2年3組。第3巻より登場のみずきの友人の一人。長身で眼鏡をかけた大人しめの少女。からかいにはしっかりと参加する。
小山 幸夫
声 - 掛川裕彦
月杜中学の初老の男性教師で新聞部の顧問。身長167センチメートル。第1巻より登場。物語開始当初は美術部の顧問を兼ねていた。穏やかな性格で、問題のある部員たちの扱い方は後任の夢子に比べて遥かに巧い。孫娘には懐かれているが、妻とは別居しているらしい。職員室の机の上には萌香の写真が飾ってある。
萌香（もえか）
声 - 田中あいみ
小山先生の孫娘である5歳の女の子。コレット達との面識が有り、内巻の行動がきっかけで絵を描くことが好きになる。将来の夢は「びじつぶ」。
静香
声 - 小松未可子
萌香の母親。
マジカルリボン
声 - 佐倉綾音
劇中において放映されているアニメに登場する魔法少女。すばるの研究対象でもある。
二年男子
声 - 内匠靖明
月杜中学の2年生。例によって本名不詳。すばるを一方的にライバル視しており、美術関係の知識は豊富だが実力の伴っていない頭でっかちであるため、実際に絵を描いても絵画コンクールで入賞すら出来ない。みずきの前では真っ赤になって硬直してしまう。通称は「ナマイキくん」（いみぎむる公式ツイッターより）。
小枝木 由佳（さえき ゆか）
声 - M・A・O
月杜中学の1年生。身長150センチメートル。三次元に関心の無いすばるにラブレターを渡すが、振られる。
小枝木 千佳
声 - 本多真梨子
由佳の妹。身長111センチメートル。すばるを変態だと思っている。
武田先生
声 - 斉藤次郎
2年3組の担任の先生。迷子の子供を助けたみずきに対し生徒会に入ることをしつこく薦め勝手に立候補申請をしてしまったり断ろうとしても人の話を聞かなかったりと、自分勝手で強引な部分が目立つ。
諸星先生
声 - 竹内栄治
2年4組の担任の先生。
マヤ先生
保健室の先生。白衣をラフに着こなした若い女性教師。感情の起伏が小さいクールな性格。夢子とは下の名前で呼び合っており、仲が良い。

### 美術部員の家族・家族の関係者
みずきの母
声 - 鈴木麻里子
みずきのすばるへの素直になれない恋をからかいつつ応援している。
内巻 ゆりね（うちまき ゆりね）
すばるの姉。女子高校に通う美術部員。美術部OG。背が高くスレンダーな体型。面倒見がよく、人をからかう癖がある。普段は胸の部分に寿司が描かれた服を着ていることが多い。
碧（あおい）
ゆりねの同級生で、美術部員。ゆりねとは高校入学以前からの友人。
田中 むつみ（たなか むつみ）
ゆりね・碧の高校時代からの友人で美術部員。あだ名は「ナカムー」。ゆりねと碧の仲の良さを微笑ましく見ている。

## 書誌情報
- いみぎむる 『この美術部には問題がある！』 KADOKAWA〈電撃コミックスNEXT〉、既刊15巻（2022年10月27日現在）
  1. 2013年5月27日発売[5]、ISBN 978-4-04-891645-5
  2. 2013年11月27日発売[6]、ISBN 978-4-04-866100-3
  3. 2014年6月27日発売[7]、ISBN 978-4-04-866666-4
  4. 2015年2月27日発売[8]、ISBN 978-4-04-869234-2
  5. 2015年10月27日発売[9]、ISBN 978-4-04-865349-7
  6. 2016年6月27日発売[10]、ISBN 978-4-04-892124-4
  7. 2016年9月27日発売[11]、ISBN 978-4-04-892339-2
  8. 2017年5月26日発売[12]、ISBN 978-4-04-892910-3
  9. 2018年2月26日発売[13]、ISBN 978-4-04-893600-2
  10. 2018年9月27日発売[14][15]、ISBN 978-4-04-912141-4
  11. 2019年5月25日発売[16]、ISBN 978-4-04-912548-1
  12. 2020年2月27日発売[17]、ISBN 978-4-04-913039-3
  13. 2020年12月26日発売[18]、ISBN 978-4-04-913517-6
  14. 2021年8月27日発売[19]、ISBN 978-4-04-913895-5
  15. 2022年10月27日発売[20]、ISBN 978-4-04-914486-4

## テレビアニメ
2016年7月より9月までTBSテレビ・BS-TBS・CBCテレビ・サンテレビにて放送された。
監督、制作会社など、「やはり俺の青春ラブコメはまちがっている。続」を制作したスタッフが集結しており、作中の美術設定や内巻が描いているキャラクターなどに関係性がみられる。

### スタッフ
- 原作 - いみぎむる[3]
- 監督 - 及川啓[3]
- シリーズ構成・脚本 - 荒川稔久[3]
- 助監督 - 池端隆史
- キャラクターデザイン - 大塚舞[3]
- プロップデザイン - 藤崎賢二
- 色彩設計 - 岩井田洋
- 美術監督 - 峯田佳実
- 美術設定 - 大久保修一、友野加世子
- 撮影監督 - 中村雄太
- 編集 - 平木大輔
- 音響監督 - 本山哲
- 音楽 - 吟（BUSTED ROSE）[3]
- 音楽制作 - キングレコード
- チーフプロデューサー - 中西豪、江口聡
- プロデューサー - 田中潤一朗、須藤孝太郎、浅川哲
- アニメーションプロデューサー - 吉田啓祐
- アニメーション制作 - feel.[3]
- 製作協力 - キングレコード、KADOKAWA アスキー・メディアワークス、ダックスプロダクション
- 製作 - この美製作委員会、TBS

### 主題歌
「STARTING NOW!」
水樹奈々によるオープニングテーマ。作詞は水樹奈々、作曲は藤田卓也、編曲は藤田淳平。
「恋する図形(cubic futurismo)」
第1話から第11話まで使用された上坂すみれによるエンディングテーマ。作詞・作曲・編曲はTECHNOBOYS PULCRAFT GREEN-FUND。
「ココロ＊パレット（合唱 ver.）」
第12話で使用された特殊エンディングテーマ。作詞・作曲・編曲は40mP、歌は宇佐美みずき（小澤亜李）、コレット（上坂すみれ）、伊万莉まりあ（東山奈央）、立花夢子（水樹奈々）。
「青空キャンバス」
第5話の挿入歌。作詞・作曲・編曲は40mP、歌は宇佐美みずき（小澤亜李）、コレット（上坂すみれ）、立花夢子（水樹奈々）。
「ココロ＊パレット（MIZUKI ver.）」
第11話の挿入歌。作詞・作曲・編曲は40mP、歌は宇佐美みずき（小澤亜李）。

### 各話リスト
| 話数   | サブタイトル                                                                                | 絵コンテ        | 演出            | 作画監督                                                                                            | 総作画監督                        |
| ------ | ------------------------------------------------------------------------------------------- | --------------- | --------------- | --------------------------------------------------------------------------------------------------- | --------------------------------- |
| 第1話  | 問題がある人たち1. 問題がある人たち 2. さよなら内巻くん                                     | 及川啓          | 及川啓          | 大塚舞                                                                                              | 大塚舞                            |
| 第2話  | 迷子のラブレター殺人事件1. 美術部部長殺人事件 2. 良い子悪い子迷子の子 3. ラブレターパニック | 及川啓          | 直谷たかし      | 阿部智之                                                                                            | 大塚舞                            |
| 第3話  | さがしものはボブキッス1. さがしものはどこへいった？ 2. ショートボブ 3. 缶接キッス           | 及川啓          | 平峯義大        | 井嶋けい子、清水直樹 枡田邦彰、辻上彩華                                                             | 枡田邦彰                          |
| 第4話  | ちょっとさんぽへ1. 美術部へようこそ 2. コレさんぽ 3. 少しずつ、ちょっとずつ                 | 及川啓          | 岡村正弘        | 飯飼一幸、佐々木一浩 さのえり、佐藤元昭 枡田邦彰、金井裕子 辻上彩華、大塚舞                         | 藤崎賢二                          |
| 第5話  | ハトトレイン1. 勘違いトレイン 2. ハトと人魚とプール掃除                                     | 高橋知也        | 中田誠          | 村上直紀、山村俊了 井元一彰、清水祐美 江上夏樹、野口孝之 金井裕子、辻上彩華                         | 枡田邦彰 藤崎賢二 大塚舞          |
| 第6話  | 気になる美少女転校生1. 謎の美少女転校生 2. 気になる2人                                      | 及川啓          | 岩崎光洋        | 阿部智之                                                                                            | 枡田邦彰                          |
| 第7話  | はじめての伊万莉1. はじめての共同作業…？ 2. マスター伊万莉                                  | 及川啓          | 平峯義大        | 川島尚、清水直樹 古山瑛一朗                                                                         | 大塚舞                            |
| 第8話  | 秘密のとれじゃーはんと！1. 秘密の部屋 2. れっつ とれじゃーはんと!                           | 及川啓          | 池端隆史        | 阿部智之                                                                                            | 大塚舞 枡田邦彰                   |
| 第9話  | 魔導書さんぽふたたび1. 魔導書を追え！ 2. 挑戦者ふたたび 3. もえさんぽ                       | 及川啓          | 山本天志        | 井嶋けい子、清水直樹 金井裕子、野口孝行 藤崎賢二                                                    | 藤崎賢二 枡田邦彰                 |
| 第10話 | 思い出のかおり塾1. 思い出のターコイズブルー 2. 宇佐美塾 3. バスターかおり                   | 及川啓 岩崎光洋 | 中田誠 岩崎光洋 | 村上直起、北村友幸 川島尚、関崎昌也 大塚舞                                                          | 大塚舞 藤崎賢二                   |
| 第11話 | 団結！空き缶！文化祭！                                                                      | 平峯義大        | 平峯義大        | 大塚舞、枡田邦彰 清水直樹、井嶋けい子 鎌田里美、佐藤元昭 柳伸亮、福島勇 野口孝行、関崎昌也 辻上彩華 | 大塚舞 枡田邦彰 藤崎賢二          |
| 第12話 | これからさきも                                                                              | 及川啓          | 及川啓          | 大塚舞、枡田邦彰 佐藤元昭、清水直樹 川島尚、福島勇 井元一彰、北村友幸 関崎昌也                      | 大塚舞 枡田邦彰 佐藤元昭 藤崎賢二 |

### 放送局
| 放送期間                | 放送時間                     | 放送局         | 対象地域   | 備考                      |
| ----------------------- | ---------------------------- | -------------- | ---------- | ------------------------- |
| 2016年7月8日 - 9月23日  | 金曜 2:28 - 2:58（木曜深夜） | TBSテレビ      | 関東広域圏 | 製作局                    |
|                         | 金曜 3:24 - 3:54（木曜深夜） | CBCテレビ      | 中京広域圏 |                           |
|                         | 金曜 23:30 - 土曜 0:00       | サンテレビ     | 兵庫県     |                           |
| 2016年7月10日 - 9月25日 | 日曜 1:30 - 2:00（土曜深夜） | BS-TBS         | 日本全域   | BS放送                    |
| 2016年7月18日 - 10月3日 | 月曜 1:30 - 2:00（日曜深夜） | TBSチャンネル1 | 日本全域   | CS放送 / リピート放送あり |

| TBS 金曜 2:28 - 2:58（木曜深夜） | TBS 金曜 2:28 - 2:58（木曜深夜） | TBS 金曜 2:28 - 2:58（木曜深夜） |
| 前番組                           | 番組名                           | 次番組                           |
| -------------------------------- | -------------------------------- | -------------------------------- |
| 坂本ですが？                     | この美術部には問題がある！       | ガーリッシュナンバー             |

### BD / DVD
| 巻 | 発売日         | 収録話          | 規格品番   | 規格品番  |
| 巻 | 発売日         | 収録話          | BD初回版   | DVD       |
| -- | -------------- | --------------- | ---------- | --------- |
| 1  | 2016年9月28日  | 第1話 - 第2話   | KIXA-90665 | KIBA-2278 |
| 2  | 2016年10月26日 | 第3話 - 第4話   | KIXA-90666 | KIBA-2279 |
| 3  | 2016年11月23日 | 第5話 - 第6話   | KIXA-90667 | KIBA-2280 |
| 4  | 2016年12月21日 | 第7話 - 第8話   | KIXA-90668 | KIBA-2281 |
| 5  | 2017年1月25日  | 第9話 - 第10話  | KIXA-90669 | KIBA-2282 |
| 6  | 2017年2月22日  | 第11話 - 第12話 | KIXA-90670 | KIBA-2283 |

### Webラジオ
『この美術部ラジオには問題がある！ 〜アトリエこの美！〜』は、2016年7月7日から10月13日までアニメイトタイムズにて隔週木曜日に配信されていた番組。パーソナリティは宇佐美みずき役の小澤亜李と内巻すばる役の小林裕介。